# Sallie Blair
Sallie Blair (eigentlich Sallie Bolling Mason, * 1934 in Baltimore; † 17. Februar 1992 ebenda) war eine US-amerikanische Jazz- und Popsängerin.

## Leben und Wirken
Blair begann ihre Karriere als Sängerin in den frühen 1950er-Jahren bei Johnny Otis und trat in Nachtclubs in Baltimore und Washington D.C. auf. Nachdem sie durch einen Auftritt in der TV-Show Chance of a Lifetime bekannt geworden war, erhielt sie Engagements im Nachtclub Vanity Fair in Miami, im New Yorker Café Society und dem Boulevard in Queens. Cab Calloway holte sie in seine Show Cotton Club Revue, mit der sie in Miami Beach, Las Vegas und in Hollywood gastierte. 1956 wirkte sie bei der Plattenaufnahme der Gershwin-Oper Porgy and Bess für Bethlehem Records mit; 1957 nahm sie für Bethlehem unter eigenem Namen die LP Squeeze Me auf, begleitet von einer Studioband, in der u. a. Bernie Glow, Urbie Green, Frank Rehak, Frank Socolow, Romeo Penque, Sanford Gold, Sal Salvador, Milt Hinton und Mongo Santamaría spielten. Auf dem Album interpretierte sie vorwiegend Standards wie What Is This Thing Called Love?, How Long Has This Been Going On?, Ain’t She Sweet oder Almost Like Being in Love. 1958 nahm sie Popsongs wie She Serves a Nice Cup of Tea mit Neal Hefti für MGM auf (Hello Tiger!). Im Bereich des Jazz war sie zwischen 1955 und 1958 an acht Aufnahmesessions beteiligt.
Um 1960 erschienen die Singles More Than Anything/That Remeis to Be Seen (TOP RANK-RA-2029), Keep an Eye on Your Man/In the Still of the Night (Scepter 1216). In den 1960er-Jahren trat sie weiter in Chicagoer Nachtclubs auf; in späteren Jahren geriet Blair, deren Gesangsqualitäten umstritten waren, in Vergessenheit und machte vorwiegend durch Affären in den Klatschspalten auf sich aufmerksam.